# ۸۵۸ (میلادی)

## رویدادها
- زمین‌لرزه تبریز. زمین لرزه‌ای در سال ۲۴۴ ق شهر در حال گسترش تبریز را، که به دستور خلیفه باز ساخته شده بود. تقریباً به تمامی ویران کرد.

## درگذشتگان
- اتلولف، شاه وسکس